# Nurallao
Nurallao (sardisk: Nuràdda) er en by og en kommune (comune) i provinsen Sud Sardegna i regionen Sardinien i Italien. Byen ligger i 390 meters højde og har 1.270 indbyggere (2016). Kommunen har et areal på 34,76 km² og grænser til kommunerne Isili, Laconi og Nuragus.